# El Casal (Sant Julià de Vilatorta)
El Casal és una obra del municipi de Sant Julià de Vilatorta (Osona) inclosa en l'Inventari del Patrimoni Arquitectònic de Catalunya.

## Descripció
Masia de planta quadrada (12x12mts) coberta a dues vessant amb el carener perpendicular a la façana la qual es troba orientada a ponent. Consta de planta baixa i golfes. La casa està envoltada per diverses edificacions, algunes de les quals són d'edificació recent i tanquen el barri. La façana presenta un portal rectangular amb llinda datada, al damunt s'hi obren finestres una de les quals té l'ampit motllurat i un desaigua de pedra, a les golfes hi ha dues finestres més. Totes les construccions es troben assentades damunt la pedra que una lleugera inclinació cap a ponent. S'hi conserva una cisterna excavada a la roca. És construïda amb pedra basta unida amb morter, arrebossat i afegitons de totxo a la part moderna.
Existeix una cabana, situada al NO del mas de planta quadrada (6mx6m), coberta a dues vessants (la sud més extensa que la nord), amb el carener perpendicular a la façana, situada a llevant. Consta de planta baixa i primer pis.
La façana presenta un portal d'arc còncau de totxo i un portal rectangular a la part dreta amb un altre portal de les mateixes característiques al damunt el qual s'accedeix a través d'una escala de peu. Cal destacar el gran paral·lelepípede de pedra situat a l'angle (SE). A migdia el mur és cec. A ponent s'hi adossa un cobert i al nord s'hi adossa un altre cos cobert a una sola vessant d'uralita. La resta de l'edificació és de pedra basta unida amb morter. L'estat de conservació és mitjà.

## Història
Masia de la qual les úniques notícies que tenim ens les proporcionen la mateixa edificació: portal 1743 i la rajola del ràfec del 1929. En direcció llevant dalt d'un turó hi ha una pedrera d'on es va extreure la pedra per bastir el Seminari de Vic. La història de la cabana va unida a la del mas.